# Karl Heinz Henksmeier
Karl Heinz Henksmeier (geboren 23. April 1922 in Mülheim an der Ruhr; gestorben 14. Mai 2012 in Köln) war ein deutscher Betriebswirt und Rationalisierungsfachmann für den Einzelhandel.

## Leben
Karl Heinz Henksmeier studierte Betriebswirtschaft zum Diplom-Kaufmann und promovierte 1952 am Institut für Handelsforschung der Universität Köln. Die Mitte der 1950er Jahre einsetzende Rationalisierung des Einzelhandels und das Vordringen der Selbstbedienung gab 1957 den  Anstoß zur Gründung des ISB-Instituts für Selbstbedienung und Warenwirtschaft e.V (später EHI Retail Institute) in Köln, dessen Leiter Henksmeier wurde, 1985 wurde er Ehrenmitglied des Verwaltungsrats. Er war 1968 Gründer und Herausgeber der Zeitschrift Dynamik im Handel. Henksmeier war 1966 Mitbegründer der Investitionsgütermesse EuroShop in Düsseldorf und bis 1997 ihr Präsident, danach Ehrenpräsident.
Henksmeier begleitete wissenschaftlich die Gründung der Selbstbedienungsläden Herbert Eklöhs.
2012 starb Henksmeier im Alter von 90 Jahren. Die Familiengrabstätte befindet sich auf dem Kölner Melaten-Friedhof.

## Schriften
- Der Kreisbetriebsvergleich im Einzelhandel, Köln, 1951 Köln, Wirtsch.- u. sozialwiss. F., Diss. v. 28. Jan. 1952
- K. H. Henksmeier ; Oskar Martin ; Friedrich Priess: Auftragsgrösse und Auftragskosten, Köln : Rationalisierungs-Gemeinsch. d. Handels beim RKW, 1954
- Friedrich Priess ; K. H. Henksmeier: Typenauswahl und Umsatz. : Ausgewählte Ergebnisse e. Untersuchung im Hausratshandel, Köln : Rationalisierungsgemeinsch. d. Handels beim RKW, 1955
- Kosten und Leistungen des Fuhrparks in Grosshandelsbetrieben, Köln : Rationalisierungs-Gemeinsch. d. Handels beim RKW, 1956
- Bessere Erfolge mit Frischfleisch, Köln : Gesellschaft f. Selbstbedienung mbH, 1959
- Heinz Wedel ; K. H. Henksmeier: Lebensmittel modern verkaufen : Leitf. f. d. Einrichtg u. d. Führg v. Selbstbedienungsläden, [München] : Arbeitskreis Süddeutscher Lebensmittelhandel e. V., 1960
- Die wirtschaftlichen Leistungen der Selbstbedienung in Europa : Untersuchung d. Europäischen Produktivitätszentrale d. OEEC, Köln : Gesellschaft f. Selbstbedienung, 1961
- Karl Heinz Henksmeier ; Friedrich Hoffmann: Arbeitsorganisation im SB-Laden, Köln : Gesellschaft f. Selbstbedienung 1963
- 50 Jahre Selbstbedienung – ein Rückblick, in: Dynamik im Handel, Sonderausgabe: "50 Jahre Selbstbedienung", Oktober 1988, S. 10–38